# Ghoulies III - Anche i mostri vanno al college
Ghoulies III - Anche i mostri vanno al college (Ghoulies III: Ghoulies Go to College) è un film horror del 1991 diretto da John Carl Buechler. È il terzo film della serie cinematografica Ghoulies.

## Trama
In un Campus universitario durante la "settimana degli scherzi", due confraternite non fanno altro che combattersi a suon di goliardate. Per vendicarsi il professor Ragnar (Kevin McCarthy) evoca i Ghoulies...

## La saga
La saga dei Ghoulies è composta da 4 film, diretti da  registi differenti.